# Asdrúbal Hernández
Félix Asdrúbal Padrón Hernández (Las Palmas de Gran Canaria, 13 marzo 1991) è un calciatore spagnolo, attaccante dell'Arucas.

## Caratteristiche tecniche
È un'ala destra.